# A Luz É para Todos
Gentleman's Agreement (br/pt A Luz é Para Todos) é um filme estadunidense de 1947, um drama dirigido por Elia Kazan, produzido por Darryl F. Zanuck e com roteiro baseado no livro do mesmo nome de Laura Z. Hobson.
Ganhador de três prêmios Oscar, incluindo melhor filme. Um dos primeiros filmes a abordar diretamente o preconceito racial.
O orçamento do filme foi de dois milhões de dólares e tornou-se a maior bilheteria dos estúdios Twentieth Century Fox em 1948.

## Sinopse
Encarregado de escrever uma matéria sobre anti-semitismo, o jornalista Philip Schuyler Green se muda para Nova Iorque, onde se faz passar por judeu para compreender melhor o assunto.

## Elenco
|  | Gregory Peck .... Philip Schuyler Green |  | Anne Revere .... Sr.ª Green             |
|  | Dorothy McGuire .... Kathy Lacey        |  | June Havoc .... Elaine Walles           |
|  | John Garfield .... Dave Goldman         |  | Albert Dekker .... John Minify          |
|  | Celeste Holm .... Anne Dettrey          |  | Jane Wyatt .... Jane                    |
|  | Dean Stockwell .... Tommy Green         |  | Ransom M. Sherman .... Bill Payson      |
|  | Nicholas Joy .... Dr. Craigie           |  | Sam Jaffe .... Professor Fred Lieberman |
|  | Harold Vermilyea .... Lou Jordan        |  | Franklyn Farnum .... Não-creditado      |

## Principais prêmios e indicações
Oscar 1948 (EUA)

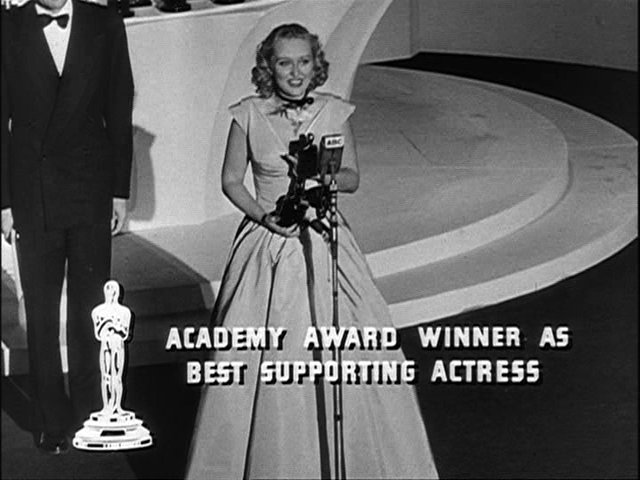
Celeste Holm no Oscar

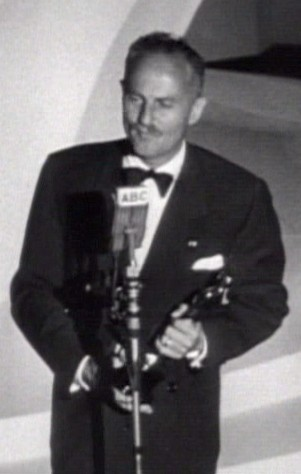
Darryl F. Zanuck no Oscar

- Venceu nas categorias de melhor filme (Darryl F. Zanuck), melhor diretor (Elia Kazan) e melhor atriz coadjuvante (Celeste Holm).[4]
- Indicado nas categorias de melhor ator (Gregory Peck), melhor atriz (Dorothy McGuire), melhor atriz coadjuvante (Anne Revere), melhor edição (Harmon Jones) e melhor roteiro (Moss Hart).

Globo de Ouro 1948 (EUA)
- Venceu nas categorias de melhor filme - drama, melhor diretor e melhor atriz coadjuvante (Celeste Holm).
- Ganhou também um prêmio especial para Dean Stockwell, de melhor ator jovem.

Festival de Veneza 1948 (Itália)
- O filme foi indicado ao Leão de Ouro.

Prêmio NYFCC 1947 (New York Film Critics Circle Awards, EUA)
- Venceu na categoria de melhor diretor e melhor filme.